# Aliança de les Vuit Nacions
L'Aliança de les Vuit Nacions va ser el nom donat a la unió de tropes de la Gran Bretanya, el Japó, Rússia, França, Alemanya, els Estats Units, l'Imperi Austrohongarès i Itàlia, destinades a ser enviades a la Xina per a derrotar els Bóxers l'any 1900. Després de l'esclat de la revolta sanguinolenta a les regions de la Xina, varen ser assassinats nombrosos religiosos d'origen europeu, així com comerciants i diplomàtics estrangers, junt amb xinesos convertits al cristianisme.

## Antecedents
Des de finals del segle xix, l'economia xinesa havia rebut un gran nombre d'inversions estrangeres, però la debilitat del govern imperial xinès així com el seu endarreriment tecnològic i administratiu en comparació amb les potències d'Europa havien generat que diversos països com la Gran Bretanya, Rússia, França, Alemanya i el Japó, imposessin mitjançant tractats desiguals les seves zones d'influència en territori xinès, guanyant drets d'extraterritorialitat, i elevadíssims privilegis comercials que restaven l'autoritat de la cort imperial a més de ser considerats excessius i humiliants per la Xina.
Amb aquesta situació, la penetració cultural estrangera en perjudici de l'herència cultural xinesa, va provocar una nova indignació entre diversos líders religiosos i intel·lectuals anomenats Yihetuan o Punys rectes i harmoniosos (dits Bóxers pels anglesos), que promovia l'eliminació de tota influència estrangera a la Xina, tant en l'àmbit cultural com en el polític i econòmic, i van impulsar una rebel·lió popular. L'emperadriu Cixi, governanta absoluta de la Xina en aquella època sota la dinastia Qing, rebutjava la idea d'expulsar totalment als estrangers atès que d'ells en depenia gran part de l'economia xinesa, així com el pagament de tributs a la cort imperial, però a la vegada permetia obertament les activitats proselitistes dels bòxers a causa de la debilitat del poder central i a l'evident malestar (visible fins i tot dins la cort) contra la desmesurada influència dels estrangers en assumptes interns de la Xina.

## Formació de l'Aliança
Després de l'inici de la Rebel·lió Boxer el novembre de 1899 va començar l'atac als comerços i les indústries dels residents estrangers al nord de la Xina, així com les matances d'estrangers i de xinesos convertits al cristianisme. En augmentar les dimensions de la rebel·lió i apropar-se a Beijing, les legacions diplomàtiques estrangeres també van ser amenaçades pels bòxers, amb el suport d'alguns soldats de l'exèrcit imperial xinès.
Per aquesta raó, el 31 de maig els comandants militars estrangers situats a la zona van enviar una força multinacional de 475 homes de les tropes navals estrangeres més properes a Beijing, per a col·laborar en la defensa de les legacions assetjades. Aviat es van adonar que les forces enviades serien insuficients i va anar guanyant terreny la idea d'una intervenció militar més extensa. Davant d'això els països que tenien interessos en el territori xinès van decidir combatre la revolta per si mateixos, davant la ineficàcia del govern xinès i la simpatia que despertaven els boxers entre diversos alts funcionaris de l'administració i l'exèrcit de la dinastia Qing.
Els governs estrangers van enviar el juny una segona força de 2.000 soldats, majoritàriament britànics, russos i japonesos, des del port de Takou en el Mar Groc cap a Tianjin, amb la finalitat de rebutjar als rebels i obrir-se pas cap a Beijing.
Amb la finalitat d'esclafat definitivament la revolta (i ja no només rescatar les legacions de Beijing) es va decidir formar una gran força multinacional, donant lloc a l'aliança pròpiament dita. Les tropes de l'Aliança estaven formades per contingents de tropes d'infanteria, cavalleria i artilleria, amb el suport d'infants de marina, així com de vaixells de guerra, pertanyents a vuit nacions diferents i sumant un total aproximat de 55.000 homes entre soldats de terra i tropes navals.
El comandament unificat va ser confiat al general britànic Alfred Gaselee i posteriorment el general alemany Alfred von Waldersee arriba a Beijing. Les tropes de l'aliança van atacar Tianjin i la van prendre el 13 de juliol de 1900 derrotant els bòxers i capturant-ne els arsenals, i posteriorment van arribar a Beijing el 14 d'agost del mateix any, esclafant amb ferocitat les tropes rebels dotades d'escàs armament modern.

## Composició de les tropes
Les tropes enviades inicialment estaven formades per destacaments de potències que tenien guarnicions dins de territori xinès, com la Gran Bretanya amb la seva concessió del port de Weihai, França a la regió sud de Hunan (limítrof amb la Indoxina Francesa) i Alemanya al port de Qingdao, o països que posseïen territori limítrof amb la Xina (com Rússia i el Japó), tot i que varen ser reforçats amb continents provinents dels seus països d'origen. Els contingents d'Itàlia i Àustria-Hongria (pertanyents a estats sense colònia a l'Àsia) van sortir de les petites concessions que ambdós països tenien a la Xina i estaven formades exclusivament per tropes navals, mentre que les tropes nord-americanes va ser enviades des de les Filipines.
Degut als motius ja citats, el contingent estranger va estar format majoritàriament per soldats japonesos (20840 homes), junt amb 13150 russos, 12.020 britànics, 3.520 francesos, 3.420 nord-americans, 900 alemanys, 80 italians, i 75 austrohongaresos. Aquestes xifres inclouen les tropes navals de cadascun dels països que va intervenir.
La presència de vaixells de guerra també va ser significativa per part de l'Aliança, i al llarg de les operacions varen participar 18 bucs japonesos, 10 russos, 8 britànics, 5 francesos, 5 alemanys, 2 nord-americans, 2 italians i un de l'imperi Austrohongarès.